# Fulcanelli
Fulcanelli (fl. cca anii 1920) este pseudonimul unui alchimist francez de la începutul sec. al XX-lea și autor ezoteric, a cărui adevărată identitate este încă dezbătută. Cuvântul „Fulcanelli” pare a fi creat din două cuvinte: Vulcan - zeul roman al focului și El - numele Canaanit al lui Dumnezeu și deci Focul Sacru.  

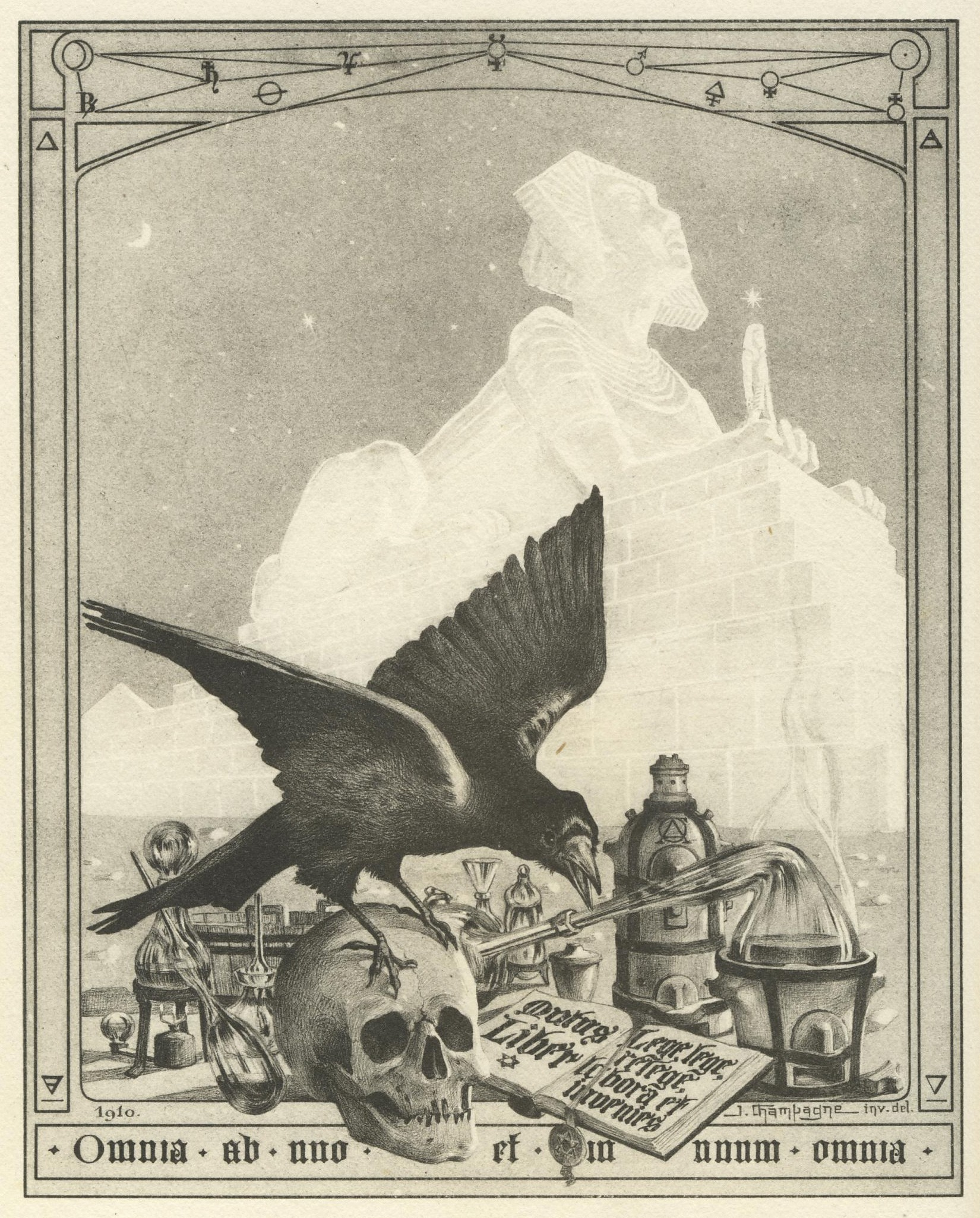
Frontispiciul cărții Misterul catedralelor (1926). Ilustrație de Julien Champagne

În anii 1920 a scris două lucrări, Les Demeures Philosophales și Le Mystère des Cathédrales, publicate sub îngrijirea lui Eugène Canseliet. Canseliet nu a dezvăluit niciodată identitatea lui Fulcanelli. Prima ediție a lucrărilor, din 1925, a fost vândută în anii 1970 cu zeci de mii de franci francezi exemplarul.

## Lucrări
- Le Mystère des Cathédrales
- Les Demeures Philosophales